# Burstwick
Burstwick – wieś w Anglii, w hrabstwie East Riding of Yorkshire. Leży 13 km na wschód od miasta Hull i 248 km na północ od Londynu. W 2001 miejscowość liczyła 1813 mieszkańców.